# إموري إل. بينيت
إموري إل. بينيت (بالإنجليزية: Emory L. Bennett) هو عسكري أمريكي، ولد في 20 ديسمبر 1929 في نيو سميرنا بيتش في الولايات المتحدة، وتوفي في 24 يونيو 1951 في كوريا في ممالك كوريا الثلاث.